# 산호동
산호동(山湖洞)은 대한민국 경상남도 창원시 마산합포구에 있는 행정동이다. 마산만으로 유입하는 근주천의 하구 좌안의 저지대에 위치하며, 동의 중앙에는 용마산이 있다.

## 개요
본래 합포현의 지역으로서 뒤에는 용마산, 앞에는 합호의 바다가 있어 산호라고 하였는데 조선 태종 때 창원부로 편입되고, 1910년 마산부제의 실시에 따라 마산부 외서면에 편입되었다. 1914년 행정구역 통합에 의하여 마산시에 편입되었다. 산호동은 본래 마산만의 해안 저지대로 논으로 이용되었으나 마산시의 인구증가와 특히 인근에 수출자유지역이 입지하면서부터 신주택지로개발, 현재는 마산시의 가장 잘 정비된 주택가가 되었다.

## 교육
- 산호초등학교
- 용마초등학교
- 합포중학교
- 마산용마고등학교

## 주요 시설
- 산호공원
- 마산상공회의소
- 신세계백화점 마산점
- 사보이호텔